# 와룡운수
와룡운수는 서울특별시의 마을버스 회사이고, 본사는 서울특별시 종로구 명륜9길 3-1 (명륜3가)에 위치해 있다. 성균관대학교, 명륜 지역에서 혜화로, 혜화동로터리를 지나 혜화역, 대학로 방면으로 주로 운행하고 있다.

## 운행 노선
- ● 종로07번: 성균관대 - 이화동사거리
- ● 종로08번: 명륜3가 - 종로5가역 (구 종로마을 8번)

## 보유차량
- 현대자동차: E-카운티, 현대 그린시티